# Sulejman Kerimov
Sulejman Abusaidovitj Kerimov (ryska: Сулейма́н Абусаи́дович Кери́мов), född 12 mars 1966, är en rysk entreprenör, affärsman och politiker.
Kerimov har gjort investeringar i branscher som gruvdrift (Polymetal International och Polyus Gold), finans (Credit Suisse, Deutsche Bank, Goldman Sachs och Morgan Stanley), kemisk (Uralkalij) och petroleum (Gazprom). Han har nära kopplingar till oligarkerna Aleksandr Nesis och Filaret Galtjev. Den amerikanska ekonomitidskriften Forbes rankar Kerimov som världens 321:a rikaste med en förmögenhet på $5,2 miljarder för den 27 oktober 2018.
Han satt som ledamot i den ryska Statsduman mellan 1999 och 2007, sedan 2008 sitter han som ledamot i det ryska federationsrådet som representant åt Dagestan.
Kerimov avlade en civilingenjörsexamen vid Dagestanskij Gosudarstvennyj Technitjeskij Universitet och kandidatexamen i redovisning och nationalekonomi vid Dagestanskij Gosudarstvennyj Universitet.
Mellan 1984 och 1986 tjänstgjorde han i Sovjetunionens strategiska robotstridskrafter. 2005 köpte Kerimov superyachten Air, som var under konstruktion, från den italienska affärsmannen Augusto Perfetti. Den fick ett nytt namn i Ice. Tio år senare sålde Kerimov den vidare till Ekvatorialguinea som köpte den åt Teodoro Nguema Obiang Mangue, som är son till den sittande presidenten Teodoro Obiang Nguema Mbasogo. Mellan 2011 och 2016 ägde han fotbollsklubben FK Anzji Machatjkala.
Den 26 november 2006 körde Kerimov sin Enzo Ferrari, han hade sällskap av Tinatin Kandelaki som satt i passagerarsätet. Under färden tappade han kontrollen över fordonet och kraschade. Kerimov skadades allvarligt medan Kandelaki ådrog sig endast mindre skador.
Den 5 maj 2022 meddelade USA:s justitiedepartement att Kerimov är ägaren till megayachten Amadea och att den hade blivit beslagtagen av fijianska myndigheter på begäran av USA.